# David Lindley (musiker)
 David Perry Lindley (født 21. marts 1944, død 3. marts 2023) var en amerikansk sanger, guitarist og musikproducer. Han udgav sit solodebutalbum El Rayo-X i 1981 og samarbejdede med en langr række musikere, herunder Jackson Browne, Bonnie Raitt, Warren Zevon, Curtis Mayfield og Dolly Parton. Han mestrede en så bred vifte af instrumenter, at bladet Acoustic Guitar på et tidspunkt omtalte Lindley "ikke som en multiinstrumentalist", men som en "maxi-instrumentalist."
Lindley spillede overvejende strengeinstrumenter, herunder akustisk guitar, elektrisk guitar, kontrabas og el-bas, banjo, steel guitar, mandolin, hardingfele, bouzouki, cister, saz, tyrkisk cumbus, charango, oud og citar.
Lindley var ét af de stiftende medlemmer af 60'er-bandet Kaleidoscope og har arbejdede desuden som musikalsk manager for flere turnérende artister. Derudover har han lejlighedsvist komponeret musik til film.

## Opvækst og karriere
Under Lindleys opvækst i Los Angeles havde hans far en omfattende samling af 78 rpm plader, der omfattede koreansk folkemusik og indisk citarmusik. Lindley begyndte at spille violin som 3-årig, men det stoppede brat, da han ved et uheld ødelagde violinens bro. I sine tidlige teenageår bevægede han sig videre til at mestre baryton-ukulele, hvorefter han bevægede sig videre til banjo og genoptog violin-spillet. Hans niveau steg, og i sine sene teenageår blev han prisbelønnet for sit spil og vandt bl.a. Topanga Banjo•Fiddle Contest fem gange.
Lindley blev en del af 60'ernes folkemusikscene og spillede på anerkendte spillesteder som Ash Grove og Troubadouren, mens han udvidede sit musikalske repertoire til at omfatte flamenco, russisk folkemusik og indisk citarmusik. Han fandt på dette tidspunkt ud af, at radiostationer spillede et meget bredt udvalg af musik.
Fra 1966 til 1970 var Lindley stifter og medlem af det psykedeliske band Kaleidoscope, som i løbet af denne periode udgav fire albums på Epic Records.
Efter Kaleidoscopes opløsning tog han til England og spillede i Terry Reids band i et par år. I 1972 slog han sig sammen med Jackson Browne, og spillede i hans band op til 1980-81 og turnerede også i denne periode som medlem af bandene Crosby-Nash, Linda Ronstadt og James Taylor.
I 1981 dannede Lindley sit eget soloband i forbindelse med sit debutalbum El Rayo-X, produceret af Jackson Browne. Solobandets sidste show før opbruddet fandt sted d. 31. December 1989. Siden da har han turneret under eget navn, og som halvdelen af en duo, først med Hani Naser, derefter med Wally Ingram, ligesom han har deltaget på adskillige studiealbumoptagelser. Lindley har løbende øvet sig i at lære nye instrumenter at kende mellem jobbene som studiemusiker og jobbene som gæstemusiker/orkesterleder på turnéerne. Han er berømt for at have skrevet den eneste hyldestsang til (et mærke af) mandlige kondomer, "Ram-a-Lamb-a-Man," fra albummet Win this Record!

## Samarbejde med andre musikere
Som gæstemusiker assisterede David Lindley gennem årene bl.a. Jackson Browne, Warren Zevon, Linda Ronstadt, Curtis Mayfield, James Taylor, David Crosby, Graham Nash, Terry Reid, Dolly Parton, Bob Dylan, Bruce Springsteen, Toto, Rod Stewart og Joe Walsh. Han samarbejdede desuden  med andre guitarister som Ry Cooder, Henry Kaiser og G.E. Smith. Musikeren Ben Harper har omtalt Lindley's specielle slide guitar-evne som inspirationskilde for ham, og David Lindley medvirkede også på Harper's album Both Sides of the Gun fra 2006. Lindley er i guitarkredse kendt for sine "billige" instrumenter, der sælges i Sears Roebuck-forretninger og er beregnet for amatører. Han bruger disse til den specielle lyd, de producerer, især med slide. I begyndelsen af 1990'erne turnerede og indspillede han musik med Hani Naser og lagde percussion til Nasers solooptrædener, ligesom han bidrog med sit multiinstrumental-repertoire på studieoptagelser. I de senere år har Lindley ligeledes hyppigt turnéret og lavet optagelser med reggae-percussionisten Wally Ingram. Det er bl.a. denne turné rundt om i verden, hvor han spiller på en mængde instrumenter, der fascinerede hans publikum.
Lindleys stemme kan høres på by Jackson Brownes version af "Stay". Browne's version er en fortsættelse af "The Load Out", og omkvædet er sunget i et højere toneleje. Først synger Browne, så Rosemary Butler og endelig Lindley med falset-stemme.
Han var særlig gæstekunstner på en jazz-cd fra 1994 med titlen Wheels of the Sun skabt af den japanske shakuhachi-spiller Kazu Matsui og medvirkede på alle numrene.
Lindley tilsluttede sig Jackson Brownes turné i Spanien i 2006. Love Is Strange: En Vivo Con Tino, et dobbelt CD-album fra livekoncerterne blev udgivet 11. maj 2010 med de to musikeres indledning i juni 2006. Duoen vandt tilmed en Independent Music Award for bedste livealbum.

## Instrumenter
David Lindley havde en stor samling af sjældne specialguitarer samt andre instrumenter fra Mellemøsten og forskellige dele af verden. Lindley oplistede og kategoriseret mange af dem på sin hjemmeside, men indrømmede, at han "absolut ingen idé" havde om, hvor mange instrumenter han ejede og spillede, efter at have samlet dem siden 1960'erne.

## Udvalgt diskografi

### Kaleidoscope
- 1967 : Side Trips (Epic)
- 1967 : A Beacon from Mars (Epic)
- 1969 : Incredible! Kaleidoscope (Epic)
- 1970 : Bernice (Epic)

### Solo
- 1981 : El Rayo-X (Asylum)
- 1982 : Win This Record! (Asylum)
- 1983 : El Rayo Live
- 1985 : Mr. Dave
- 1988 : Very Greasy (Elektra) #174 på den amerikanske hitliste
- 1991 : The Indian Runner originalt soundtrack med Jack Nitzsche
- 1991 : A World Out of Time (Shanachie) med Henry Kaiser på Madagaskar
- 1994 : The Sweet Sunny North (Shanachie Records) med Henry Kaiser i Norge
- 1994 : Wheels of the Sun af Kazu Matsui (Hermans records) med Hani Naser
- 1994 : Official Bootleg #1: Live in Tokyo Playing Real Good med Hani Naser
- 1995 : Song of Sacajawea (Rabbit Ears)
- 1995 : Official Bootleg #2: Live All Over the Place Playing Even Better med Hani Naser
- 2000 : Twango Bango Deluxe (med Wally Ingram)
- 2001 : Twango Bango II (med Wally Ingram)
- 2003 : Twango Bango III (med Wally Ingram)
- 2004 : Live in Europe (med Wally Ingram)
- 2008 : David Lindley—Big Twang

### I andre musikalske sammenhænge

#### Jackson Browne
- 1973 : For Everyman (Asylum)
- 1974 : Late for the Sky (Asylum)
- 1976 : The Pretender (Asylum)
- 1977 : Running on Empty (Asylum)
- 1980 : Hold Out (Asylum)
- 2010 : Love Is Strange: En Vivo Con Tino (Inside Recordings)

#### Ry Cooder
- 1978 : Jazz (Warner Bros.)
- 1979 : Bop Till You Drop (Warner Bros.)
- 1995 : Cooder-Lindley Family Live at the Vienna Opera House

#### Crosby & Nash
- 1975 : Wind on the Water (ABC)
- 1976 : Whistling Down the Wire (ABC)

#### Graham Nash
- 1971 : Songs for Beginners (Atlantic)
- 1974 : Wild Tales (Atlantic)
- 1980 : Earth & Sky (Capitol)

#### Terry Reid
- 1972 : River (Atlantic)
- 1976 : Seed of Memory (ABC)

#### Linda Ronstadt
- 1974 : Heart Like a Wheel (Capitol)
- 1975 : Prisoner in Disguise (Asylum)
- 1977 : Simple Dreams (Asylum)

#### Rod Stewart
- 1975 : Atlantic Crossing (Warner Bros.)
- 1976 : A Night on the Town (Warner Bros.)

#### Warren Zevon
- 1976 : Warren Zevon
- 1987 : Sentimental Hygiene (Virgin)
- 1989 : Transverse City (Virgin)
- 1994 : Mutineer (Giant)
- 2003 : The Wind (Artemis)

#### Med andre
- 1967 : Songs of Leonard Cohen (Columbia) med Leonard Cohen
- 1969 : Elephant Mountain (RCA) med The Youngbloods
- 1971 : America (Warner Bros.) America
- 1977 : Here You Come Again (RCA) med Dolly Parton
- 1979 : Restless Nights (Karla Bonoff album) (Columbia) med Karla Bonoff
- 1981 : There Goes the Neighborhood (Asylum) med Joe Walsh
- 1987 : Freight Train Heart med Jimmy Barnes
- 1987 : Trio (Warner Bros.) med Emmylou Harris, Linda Ronstadt og Dolly Parton
- 1988 : Ancient Heart (Reprise Records) med Tanita Tikaram
- 1989 : Good Evening (Warner Bros.) med Marshall Crenshaw
- 1990 : Under the Red Sky (Columbia) med Bob Dylan
- 1992 : Fat City (Columbia) med Shawn Colvin
- 2003 : Oil (Cosmo Sex School Records) med Jerry Joseph og Dzuiks Küche
- 2006 : Both Sides of the Gun (Virgin) med Ben Harper
- 2008 : Insides Out (New West Records) med Jordan Zevon
- 2010 : The Promise (Columbia) med Bruce Springsteen & the E Street Band
- 2012 : The Devil You Know (Fantasy Records) med Rickie Lee Jones
- 2015 : Slide Guitar Summit med Arlen Roth (Aquinnah Records)
- 2017 : The Bucket List (Rocker Chick Media) med The Sound Field[15]